# L'Homme à l'Hispano (film, 1933)
Pour les articles homonymes, voir L'Homme à l'Hispano.
Pour plus de détails, voir Fiche technique et Distribution.
L'Homme à l'Hispano est un film français réalisé par Jean Epstein, sorti en 1933 en France d'après le roman éponyme de Pierre Frondaie (paru en 1924).

## Synopsis
Georges Dewalter, sans avenir en France, veut faire fortune au Sénégal, prend ses maigres économies et file en train pour s'embarquer à Bordeaux. Dans le train, il fait brièvement connaissance de Lord Oswill, un riche britannique. Arrivé à Bordeaux, il apprend que le départ de son bateau est retardé en raison d'une avarie. 
Il retrouve alors Deléone, un compagnon d’escadrille. Celui-ci lui confie qu'il a acheté une Hispano-Suiza pour l'offrir à sa maîtresse, danseuse au music-hall. Mais comme sa maîtresse et sa femme résident en même temps à Biarritz, Deléone veut faire croire que l'Hispano appartient à Dewalter pour ne pas avoir d’ennuis avec sa femme. 
Nanti de cette voiture de luxe, Georges Dewalter laisse croire qu'il est riche et séduit une jeune femme, Stéphane, sans se douter qu'elle est l'épouse de Lord Oswill. Tombé amoureux de la belle, il est piégé par son mensonge ...

## Fiche technique
- Titre : L'Homme à l'Hispano
- Réalisation : Jean Epstein
- Scénario : Jean Epstein d’après le roman de Pierre Frondaie
- Musique : Jean Wiener
- Photographie : Joseph Barth, Armand Thirard
- Montage : Marthe Poncin
- Décors : Georges Wakhevitch, Marc Lauer
- Son : Marcel Courmes, Norbert Gernolle
- Coordinateur des effets spéciaux : Paul Minine, Nicolas Wilcke
- Production : Charles Delac, Marcel Vandal[1], Braunberger Richebe
- Sociétés de production : Vandal et Delac, Les Films P.J. de Venloo
- Pays d'origine :  France
- Genre : Drame
- Durée : 95 minutes
- Année de sortie : 1933
- Affiche : Jean-Adrien Mercier

## Distribution
- Jean Murat : Georges Dewalter
- Marie Bell : Stéphane Oswill
- Joan Helda : Mme Deléone
- Gaston Manger : M. Deléone
- Louis Gauthier : Maître Montnormand
- Blanche Beaume : La gouvernante
- George Grossmith Jr. : Lord Oswill
- Henri Kerny : (non crédité)